# Łuskwiak dwubarwny

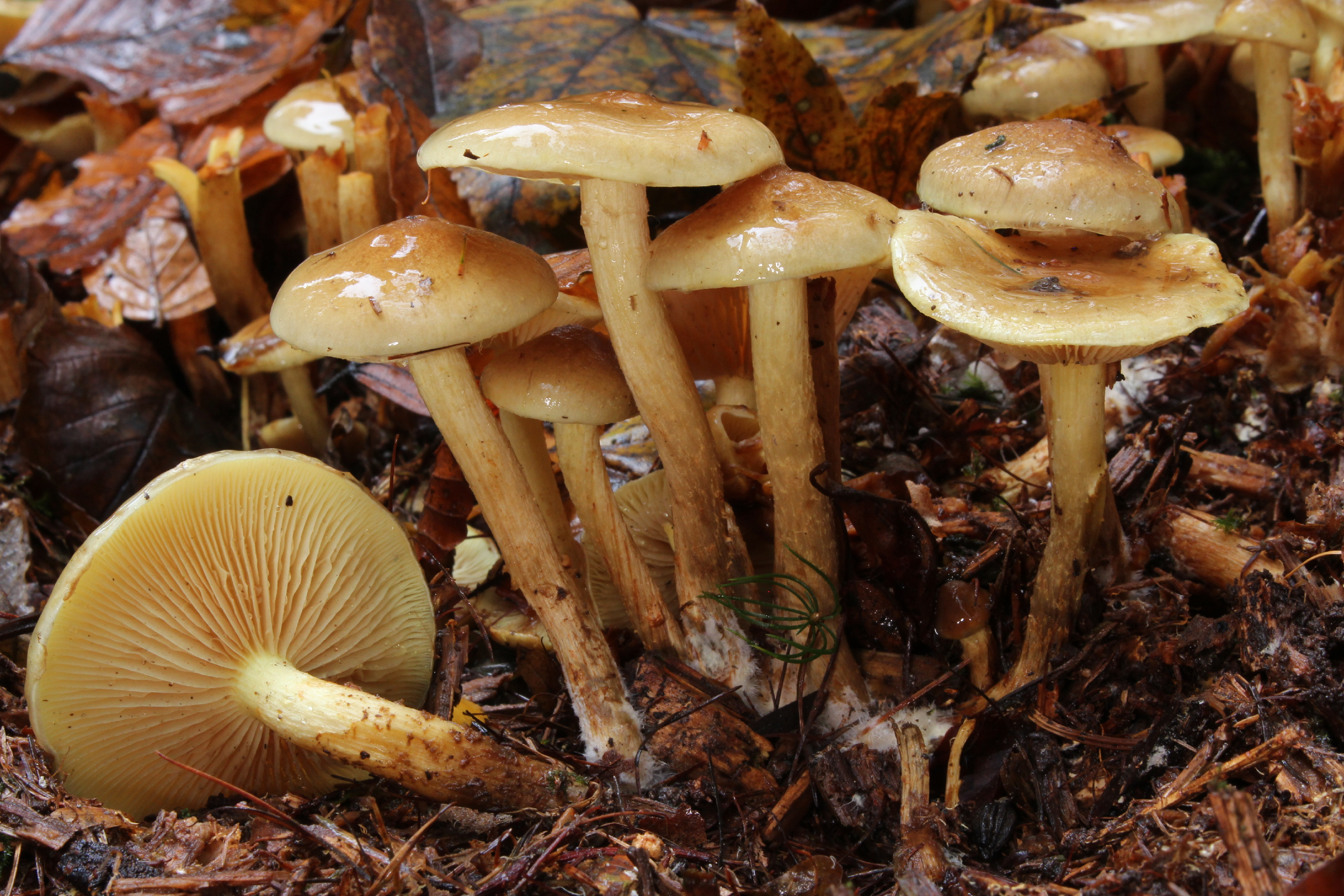

Łuskwiak dwubarwny (Pholiota spumosa (Fr.) Singer) – gatunek grzybów należący do rodziny pierścieniakowatych (Strophariaceae).

## Systematyka i nazewnictwo
Pozycja w klasyfikacji według Index Fungorum: Pholiota, Strophariaceae, Agaricales, Agaricomycetidae, Agaricomycetes, Agaricomycotina, Basidiomycota, Fungi.
Po raz pierwszy takson ten zdiagnozował w 1821 r. Elias Fries nadając mu nazwę Agaricus spumosus. Obecną, uznaną przez Index Fungorum nazwę nadał mu w 1951 r. Rolf Singer.
Synonimy:

- Agaricus spumosus Fr. 1821
- Dryophila spumosa (Fr.) Quél. 1886
- Flammula spumosa (Fr.) P. Kumm. 1871
- Flammula spumosa var. unicolor Peck 1913
- Gymnopilus spumosus (Fr.) Murrill 1912
- Pholiota spumosa var. amara Weholt 1984
- Pholiota spumosa var. chrysocystidiophora Singer 1969
- Pholiota spumosa var. crassitunica Singer 1969
- Pholiotina spumosa (Fr.) Singer 1951

Nazwę polską zaproponował Władysław Wojewoda w 2003 r. Stanisław Domański opisywał ten takson w 1955 r. pod nazwą płomiennica gąbczasta.

## Morfologia
Kapelusz
Średnica 3–8 cm, początkowo stożkowato-półkulisty, potem łukowaty, na koniec płaski z tępym garbem. Brzeg przez długi czas podwinięty, dopiero u starych owocników prosty. Jest higrofaniczny. Powierzchnia gładka, w stanie suchym lepka, płowa, w stanie wilgotnym śliska, czerwonobrązowa, przy brzegu żółta.
Blaszki
Przyrośnięte lub nieco zbiegające, dość rzadkie, początkowo o barwie od kremowej do żółtej, potem rdzawobrązowe.
Trzon
Wysokość 4–7 cm, grubość do 1 cm, walcowaty, początkowo pełny, potem pusty. Powierzchnia silnie włóknisto-łuskowata, na wierzchołku jasno zielonkawożółta, poniżej rdzawa, przy podstawie brązowa.
Miąższ
W kapeluszu żółty lub zielonkawożółty, w trzonie rdzawy. Zapach nieokreślony, smak lekko cierpki.
Cechy mikroskopowe
Wysyp zarodników czerwonobrązowy. Zarodniki 6–8,5 × 3,5–4,5 μm, jajowate lub elipsoidalne, z nieznaczną porą rostkową. Cheilocystydy wrzecionowate lub butelkowate, często z wydłużoną szyjką. Chryzocystyd brak.

## Występowanie i siedlisko
Występuje w Ameryce Północnej, Środkowej i Południowej, Europie, Azji i na Nowej Zelandii. W Polsce jest dość częsty. W piśmiennictwie naukowym na terenie Polski podano liczne stanowiska.
Saprotrof. Występuje w lasach iglastych i liściastych, zwłaszcza sosnowych. Rozwija się na martwym drewnie, na stosach trocin i zrębkach. Owocniki wytwarza w całym sezonie grzybowym po okresach deszczu.

## Gatunki podobne
Łuskwiaki są trudne do odróżnienia. Żadna z poszczególnych cech łuskwiaka dwubarwnego nie jest wystarczająca do jego pewnej identyfikacji, dopiero zespół wielu cech to umożliwia: lepki, higrofaniczny kapelusz, wyraźnie jaśniejszy brzeg, łagodny zapach i smak, czerwonobrązowy wysyp zarodników. Łuskwiak wypaleniskowy (Pholiota highlandensis) ma mniejszy i bardziej brązowy kapelusz i rośnie na wypaleniskach, łuskwiak szafranowoczerwony (Pholiota astragalina) ma trzon zakorzeniony w spróchniałym drewnie, a miąższ trzonu po uszkodzeniu nieco czernieje.